# Józef Retinger

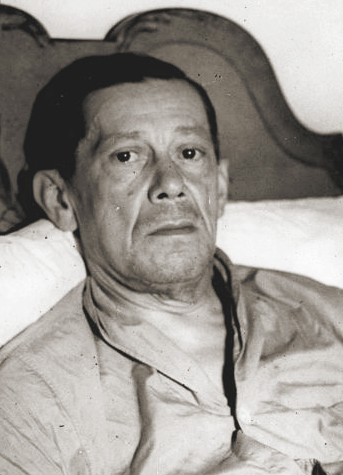
Józef Retinger

Józef Hieronim Retinger (* 17. April 1888 in Krakau; † 12. Juni 1960 in London; außerhalb Polens auch bekannt als Joseph Retinger) war ein polnischer Literaturwissenschaftler und Politikberater. Bekannt wurde er als Gründer von europapolitischen Organisationen, insbesondere der Europäischen Bewegung, und der transatlantischen Bilderberg-Konferenz.

## Leben

### Herkunft
Retinger entstammte dem Bildungsbürgertum Krakaus, das seinerzeit zum Königreich Galizien und damit zu Österreich-Ungarn gehörte. Er hatte bayerische Vorfahren (der Name lautete ursprünglich Röttinger); die Familie hatte sich jedoch vollkommen polonisiert und war laut Retinger „leidenschaftlich patriotisch und sehr leidenschaftlich katholisch“ mit „einem sehr starken antirussischen und antideutschen Komplex“, zudem „nicht ohne antijüdisches Vorurteil“. Nach Recherchen des Biographen Bogdan Podgórski war Retingers Urgroßvater vom Judentum zum Katholizismus konvertiert; er selbst leugnete jedoch, jüdische Wurzeln zu haben. Retingers Vater Józef Stanisław Retinger war Anwalt und persönlicher Rechtsberater des Magnaten und Unternehmers Władysław Zamoyski; seine Mutter Maria Krystyna (Marynia) Czyrniańska war die Tochter des Chemikers Emil Czyrniański, eines Mitbegründers der Polnischen Akademie der Gelehrsamkeit und Rektors der Jagiellonen-Universität.

### Studium
Nach dem frühen Tod seiner Eltern protegierte Graf Zamoyski den jungen Retinger und finanzierte dessen Studium. Er plante zunächst, Priester zu werden. Mit 18 Jahren ging er nach Rom, wurde Jesuiten-Novize und besuchte auf Empfehlung des Kardinals Rampolla die Accademia dei Nobili Ecclesiastici. Nach wenigen Monaten brach er diesen Weg jedoch ab, da er nicht den Zölibat eingehen wollte. Stattdessen ging er nach Paris, wo er von 1906 bis 1908 an der Sorbonne Literaturgeschichte studierte, mit Fokus auf die französische Romantik. Im Alter von 20 Jahren wurde er als einer der jüngsten Doktoranden in der Geschichte der Sorbonne promoviert. Er schloss 1908–09 ein Studium an der École libre des sciences politiques (Sciences Po) an.
In Paris verkehrte er im Salon von Cyprian Godebski und Misia Sert. Durch diese und seinen Förderer Zamoyski machte er die Bekanntschaft prominenter Persönlichkeiten, u. a. des Generals Hubert Lyautey, des Kardinals Alfred Baudrillart und des Marquis Boni de Castellane, der Komponisten Erik Satie, Maurice Ravel und Francis Poulenc, der Schriftsteller André Gide und Paul Valéry oder des Malers Pierre Bonnard. Durch seinen aufwändigen Lebensstil war Retingers Erbe von 100.000 Francs bald aufgebraucht. Weitere Studien führten ihn nach München, wo er für „Völkerpsychologie“ eingeschrieben war, und Florenz. 1909 ging er nach England und studierte an der London School of Economics.

### Polnische Nationalbewegung und Erster Weltkrieg
1911 kehrte er nach Krakau zurück, wo er eine monatliche Literaturzeitschrift – Miesięcznik Literacki i Artystyczny – herausgab, die etwa Werke von Bolesław Leśmian und Leopold Staff veröffentlichte, aber nur ein Jahr bestand. 1912 heiratete er Otolia Zubrzycka, genannt Tola, Tochter des Dekans für Chemie an der Krakauer Universität. In dieser Zeit wurde er auch für den nationalistischen, von Roman Dmowski geprägten Rada Narodowa (Nationalrat) tätig. Retinger ging mit Otolia erneut nach London, wo er ein Informationsbüro des Rada Narodowa eröffnete, um pro-polnische Propaganda in der englischsprachigen Welt zu verbreiten. Retingers Schrift The Poles and Prussia von 1911 ist Ausdruck seiner damaligen nationalistischen und anti-deutschen Haltung. Retinger freundete sich mit dem Schriftsteller Arnold Bennett und mit seinem polnischen Landsmann Joseph Conrad an, der ebenfalls in London lebte (und über den Retinger 1941 eine Monographie veröffentlichte). Zudem suchte er die Nähe des Pianisten Ignacy Jan Paderewski, der eine Identifikationsfigur der polnischen Unabhängigkeitsbewegung war.
Im Sommer 1914 arrangierte Retinger für seinen Freund Conrad, der seit über 20 Jahren im Exil gelebt hatte, eine Reise nach Polen. Diese Reise nutzte Retinger zudem, um in Persönlichkeiten der polnischen Unabhängigkeitsbewegung in Galizien zu treffen, darunter den römisch- und den armenisch-katholischen Erzbischof von Lemberg, Józef Bilczewski und Józef Teodorowicz, sowie Vertreter der beiden wichtigsten politischen Parteien. Das moderat österreich-freundliche Centralny Komitet Narodowy (Zentrale Nationalkomitee) sandte ihn mit Briefen an die Außenminister Frankreichs und Großbritanniens sowie den katholischen Erzbischof von Westminster, Francis Alphonsus Bourne. Bei Ausbruch des Ersten Weltkriegs war Retinger noch in Galizien. Trotz des Krieges gelang ihm die „bemerkenswerte“ Reise – mit Billigung der österreichischen Behörden und des deutschen Botschafters Heinrich von Tschirschky – über Wien und Bern nach Paris, wo er den Außenminister Stéphen Pichon und den einflussreichen Diplomaten Philippe Berthelot traf, und weiter nach London.
Während des Ersten Weltkriegs setzte sich Retinger auch für die polnisch-jüdischen Beziehungen ein. Er freundete sich mit Nachum Sokolow an und traf die zionistischen Führer Chaim Weizmann und Wladimir Zeev Jabotinsky sowie prominente amerikanische Juden wie Stephen Wise und Felix Frankfurter. Für Retinger war die „jüdische Frage“ eng mit dem Schicksal Polens und seinen Ansichten zu einem vereinten Europa verbunden. Er kritisierte den Anführer der polnischen Nationalisten, Roman Dmowski, für seine antisemitischen Ansichten und plädierte dafür, dass die katholische Kirche in Polen als „Schutzmacht der Juden“ wirken sollte.
Im Verlauf des Krieges nutzte Retinger seine zahlreichen Kontakte (u. a. zu Berthelot, Boni de Castellane, Prinz Sixtus von Bourbon-Parma, Lord Northcliffe, Joseph Caillaux, Georges Clemenceau, H. H. Asquith) für Pläne und Verhandlungen mit dem Ziel, den Krieg durch ein Ausscheiden Österreichs und einen Separatfrieden mit Frankreich zu beenden. Diese scheiterten jedoch mit der Sixtus-Affäre. Schließlich wurde Retinger nicht nur aus Österreich, sondern auch aus Großbritannien und Frankreich ausgewiesen. Retingers Ehe mit Otolia zerbrach kurz nach der Geburt der Tochter Wanda im Juni 1917. Auch eine 1916 begonnene Affäre mit der Journalistin Jane Anderson endete unglücklich. Sowohl politisch als auch im Privatleben gescheitert und gesundheitlich angeschlagen reiste er 1917 nach Mexiko, wo er als inoffizieller Berater des Gewerkschaftsführers Luis N. Morones und für Staatspräsident Plutarco Elías Calles tätig wurde.

### Polnische Exilregierung im Zweiten Weltkrieg
Während des Zweiten Weltkrieges beriet er General Władysław Sikorski, den Ministerpräsidenten der polnischen Exilregierung in England. Nach dem Sikorski-Maiski-Abkommen war er Retinger im August und September 1941 polnischer Geschäftsträger in der Sowjetunion. Stanisław Kot löste ihn auf diesem Posten ab. Einer seiner spektakulärsten Einsätze war ein Geldtransport in Höhe von mehreren Millionen US-Dollar für die polnische Heimatarmee per Fallschirmabsprung.

### Europäische Bewegung und Bilderberg-Konferenz

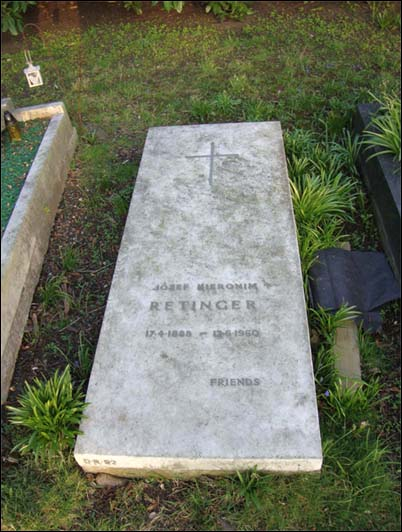
Grab auf dem North Sheen Cemetery, London

Nach dem Krieg wurde er ein engagierter Fürsprecher der europäischen Einigungsbewegung und gründete die Europäische Bewegung (European Movement) und den Europarat (Council of Europe). Besondere Intensität verwandte er auf die Organisation der Bilderberg-Konferenzen. Diese Plattform soll die führenden Politiker, Beamten, Bankiers und Industriellen beiderseits des Atlantiks zu einem so informellen wie diskreten Meinungsaustausch an einem Tisch zusammenbringen.

## Schriften (Auswahl)
- Le conte fantastique dans le romantisme français. Paris, Grasset, 1909. Slatkine Reprints, Genève 1973.
- Histoire de la littérature française, du romantisme à nos jours. Paris, Grasset, 1911.
- The rise of the Mexican labor movement. With an introduction and brief biography of the Mexican labor leader Luis N. Morones. Documentary Publications, Washington, D.C. 1976 (1926)
- Polacy w cywilizacjach zagranicznych. Warszawa 1934
- Conrad and his contemporaries. Souvenirs. Minerva, London 1941
- All about Poland. Facts. Figures. Documents. Ed. by J. H. Retinger. With map of Poland (2. impr., rev.), Minerva Publ. Co., London 1941
- Memoirs of an eminence grise. Ed. by John Pomian. With a foreword by Prince Bernhard of the Netherlands. Univ. Press, Sussex 1972 (mit Porträt von Joseph H. Retinger)